# Sant Crist de Berit

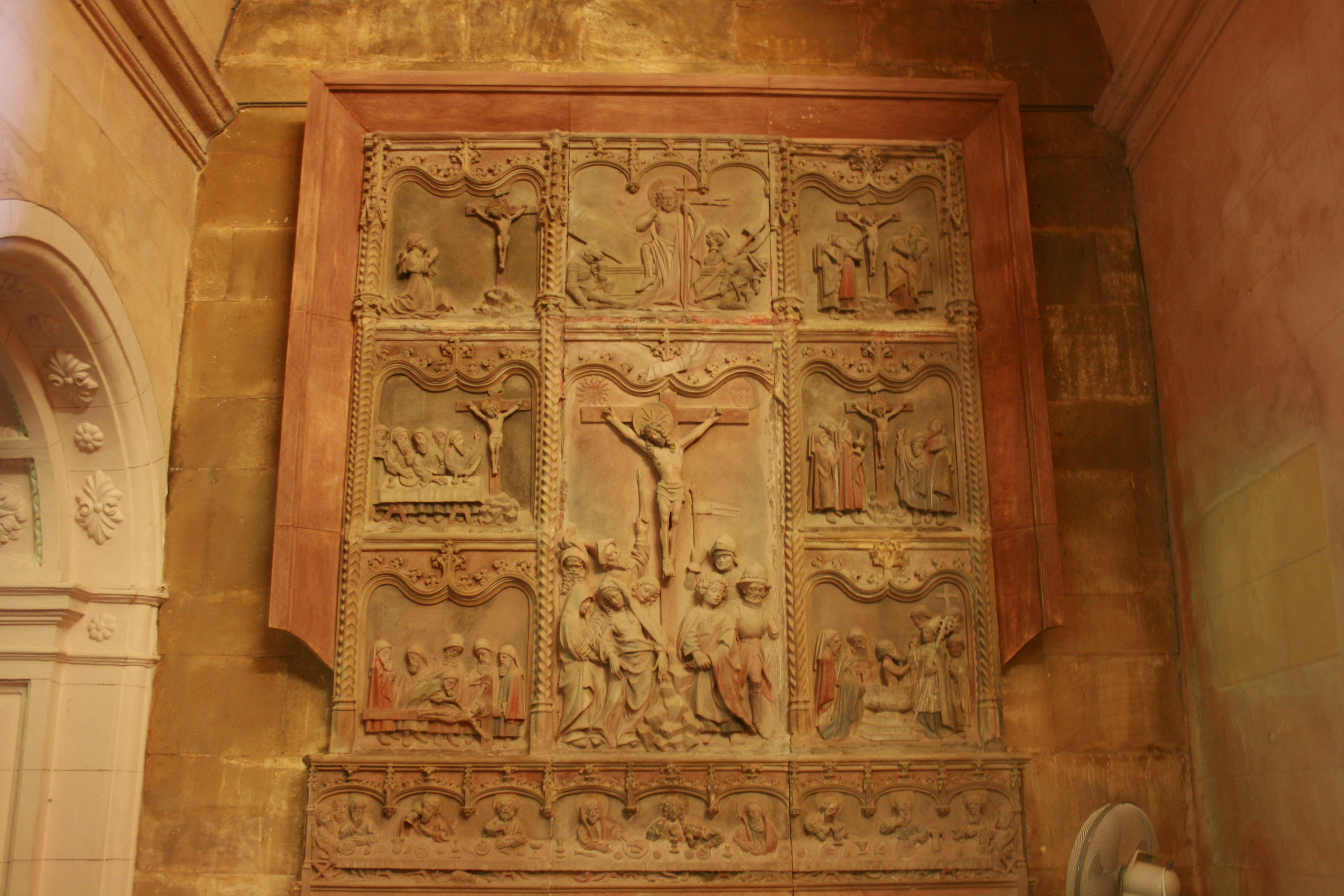
El retaule de la Passio Imaginis de Felanitx: a la predel·la, el Sant Sopar; al centre, la Crucifixió; a dalt, la Resurrecció; als sis panells dels laterals, la història del Crist de Berit

El Sant Crist de Berit, anomenat també la Passio Imaginis, és una llegenda cristiana i un tema iconogràfic i de devoció religiosa que fou molt popular a l'alta edat mitjana i també a la baixa, fins al segle xv. La llegenda neix al segle viii, i narra la història d'uns jueus de Berit que escarniren i es burlaren d'una imatge de Crist crucificat, la qual començà a vessar sang i els jueus, meravellats, es convertiren al cristianisme i convertiren la sinagoga en església, dedicada al Salvador.

## Llegenda
La llegenda diu que un cristià del barri jueu de Berit tenia una icona de Jesús amagada a casa seva, per por que els jueus la trobassin, i, quan va deixar la casa, va deixar la icona abandonada. Més tard, la casa la va llogar un jueu, i un dia, en una trobada a casa seva, un company va trobar la icona dins la casa, i tots l'acusaren de professar el cristianisme secretament.
Els jueus no es limitaren a atupar el seu company, i començaren a ultratjar la icona, emulant els turments que, segles abans, els seus avantpassats havien infligit sobre Jesucrist. Fou llavors que es produí el miracle: la imatge començà a rajar sang, i els jueus, meravellats, la recolliren en un recipient. Aquella sang resultà tenir poders curatius, cosa que els convencé tots de la fe cristiana i la necessitat de fer-se batiar. A més, convertiren la sinagoga del barri en una església dedicada al Salvador.

## Interpretació
La llegenda es documenta per primera vegada entre el 774 i el 775, i es va popularitzar segons la narració del Segon Concili de Nicea el 787, en el qual s'atribuí a sant Atanasi. No obstant això, no és una llegenda purament original, atès que té ressons de llegendes semblants, la més antiga de les quals l'explica Gregori de Tours cap al 590. Sembla que aquestes llegendes es poden relacionar amb el creixement del corrent iconoclasta al món cristià: com a reacció a aquesta línia de pensament, aquestes llegendes atribueixen el pensament iconoclasta a infidels, generalment jueus, per desautoritzar-lo.
Posteriorment, s'afegiren nous elements a la història. És atribuïble a Anastasi el Bibliotecari, que traduí les actes del Concili al llatí per lliurar-les al papa Joan VIII (872-882), el fet d'atribuir la creació de la imatge del Sant Crist a Nicodem, qui va descendir Jesús de la Creu i el deposità al sepulcre. Les noves versions posaven data als fets (el 765, el 750), i s'afirmà que l'església de Sant Joan del Laterà era dedicada al Salvador precisament perquè hi havia arribat una de les mostres de la sang del Crist de Berit, procedent de l'antiga sinagoga jueva, convertida en església del Salvador. Així mateix, s'estipulà la data del 9 de novembre per celebrar els fets, atès que era la data en què es commemorava la consagració de l'església del Laterà.
Posteriorment, al segle xv i xvi, a la península Ibèrica, la història del Crist de Berit fou inspiració pel naixement de noves llegendes que servien també per criminalitzar la iconoclàstia i atacar jueus i, aquesta vegada, també musulmans.

## Iconografia
La devoció cap a la història del Crist de Berit donà lloc a la tradició que la primera majestat va ser esculpida per Nicodem, qui va descendir Jesús de la Creu i el deposità al sepulcre.
Per bé que la devoció al Sant Crist de Berit fou important arreu de l'Europa cristiana, es conserven molt pocs exemples iconogràfics de la Passio Imaginis. Un dels exemples més elaborats és el del retaule de pedra del santuari de Sant Salvador de Felanitx, obra de Guillem Sagrera cap a 1440, per decorar la capella de Jordi Sabet.